# Alejandro Fleming
Alejandro Antonio Fleming Cabrera est un homme politique vénézuélien né le 3 octobre 1973. Il a été ministre du Tourisme de 2010 à 2013 sous la présidence d'Hugo Chávez et ministre du Commerce de 2013 à 2014 sous la présidence de Nicolás Maduro. Il est actuellement président du Centre national du commerce extérieur (Cencoex) depuis le 16 janvier 2014.